# Anacharsis Cloots

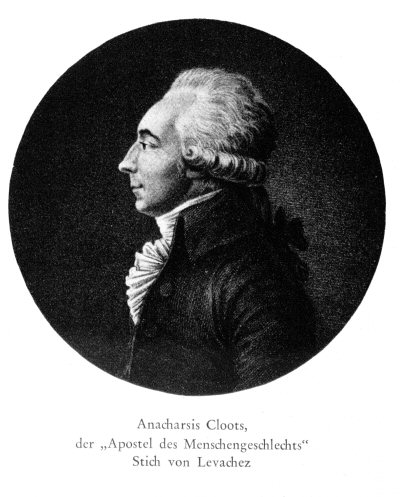
Anacharsis Cloots, Stich von Levachez

Johann Baptist Hermann Maria Baron de Cloots (frz. Jean Baptiste Baron de Cloots du Val-de-Grâce), genannt Anacharsis Cloots (* 24. Juni 1755 auf Schloss Gnadenthal in Donsbrüggen bei Kleve; † 24. März 1794 in Paris), war ein Schriftsteller, Politiker und Revolutionär der Französischen Revolution. Er führte den Beinamen „Redner des Menschengeschlechtes“ (orateur du genre humain) und war ein prominenter Verfechter der universellen Gültigkeit der Menschenrechte.

## Leben

### Jugend
Cloots war ein Sohn des holländisch-preußischen Adeligen Thomas Franziskus de Cloots (auch: Clootz), der als Katholik die protestantischen Niederlande verlassen hatte. Sein Vater schickte ihn auf Kirchenschulen nach Brüssel und Mons sowie ans Pariser Collège du Plessis, wo er neben streng katholischen Lehren auch die aufklärerischen Ideen seines Onkels Abbé Cornelius de Pauw kennenlernte, eines Diplomaten, Geographen und Philosophen am Hof Friedrichs des Großen. Anschließend ging er auf die Militärakademie nach Berlin, doch nach dem Tod des Vaters brach er die angefangene Militärkarriere ab und ließ sich im Alter von zwanzig Jahren in Paris nieder; dort fand er den Kontakt zu den intellektuellen Salons und wurde mit Jean-Jacques Rousseau und Voltaire persönlich bekannt. In zunehmender Opposition zu Kirche und Monarchie verfasste er Schriften wie das Drama Voltaire triomphant ou les prêtres déçus (Der triumphierende Voltaire oder die enttäuschten Priester) oder 1785 den Reformkatalog Voeux d’un Gallophile (Wünsche eines Franzosenfreundes).

### Aufstieg
Um gerichtlicher Verfolgung zu entgehen, publizierte er bereits das Werk La Certitude des preuves du mahométisme (London 1780, als Entgegnung zu Nicolas Sylvestre Bergiers Certitude des preuves du christianisme von 1767) unter dem Pseudonym Ali-GurBer. Während der 1780er Jahre unternahm er ausgedehnte Bildungsreisen durch ganz Europa, auf denen er für seine Ansichten warb. Nach Ausbruch der Französischen Revolution 1789 kehrte er zurück nach Paris. Er legte seinen Adelstitel sowie seine christlichen Vornamen ab und nannte sich fortan Anacharsis nach dem Naturphilosophen des sechsten vorchristlichen Jahrhunderts, den ein Roman von Jean-Jacques Barthélemy popularisiert hatte. Er schrieb für Zeitungen wie La Chronique de Paris, Le Patriote français, Les Annales patriotiques oder Les Révolutions de France und wurde durch seine öffentlichen Reden bekannt. Am 19. Juli 1790 betrat Cloots die Pariser Nationalversammlung in Begleitung von 36 Bürgern, die als „Deputation des Menschengeschlechts“ (ambassade du genre humain) aus einem Theaterfundus eingekleidet waren und bezeugen sollten, dass die Welt der Erklärung der Menschen- und Bürgerrechte vom 26. August 1789 Gefolgschaft leisten werde. Sie waren von Cloots für je 12 Francs engagiert worden. Seit diesem Spektakel war Cloots eine der prominentesten politischen Figuren in Paris. Fortan nannte er sich „Redner des Menschengeschlechtes“ (orateur du genre humain); 1791 veröffentlichte er die Schrift L'Orateur du genre humain, ou Dépêches du Prussien Cloots au Prussien Herzberg (Der Redner des Menschengeschlechts oder Mitteilungen des Preußen Cloots an den Preußen Herzberg).

### Politik
Cloots erhielt im August 1792 das französische Bürgerrecht und wurde schon im September als Abgeordneter des Départements Oise in den Nationalkonvent gewählt. Im Konflikt der Französischen Republik mit den Monarchien Europas war er ein entschiedener Vertreter der Kriegspartei, stellte selbst Geld für die militärische Rüstung zur Verfügung und forderte 1793 auch die Hinrichtung des abgesetzten Königs Ludwig XVI. Schon 1792 hatte eines seiner Werke den Titel La république universelle ou adresse aux tyrranicides – l’an quatre de la rédemption (Die Weltrepublik oder Zuruf an die Tyrannentöter – Im Jahr 4 der Erlösung) getragen. Mit seinen revolutionären Utopien zur Errichtung einer Weltrepublik kam Cloots immer deutlicher mit der Mehrheit der Revolutionäre in grundsätzlichen Widerspruch, seine Ansichten führten ihn schließlich in die Nähe der Splitterfraktion der Hébertisten, deren Kult der Vernunft auch er vertrat. Dass Cloots am 10. August 1792 oder am 27. August 1792 aller Religion abgeschworen und sich zum „persönlichen Feind Jesu“ erklärt habe, ist eine unbewiesene und oft wiederholte Falschbehauptung. Einen Höhepunkt seiner politischen Karriere stellte die von ihm am 10. November 1793 mit organisierte Zeremonie in der Kathedrale Notre Dame de Paris dar, die in einen „Tempel der Vernunft und der Freiheit“ umgestaltet worden war.

### Hinrichtung
Ende 1793 begannen im Rahmen des „Großen Terrors“ die offenen Angriffe auf Cloots. Am 12. Dezember 1793 erreichte der Revolutionsführer Maximilien de Robespierre, der Cloots sogar der Spionage im Auftrag des preußischen Königs verdächtigte, dessen Ausschluss aus dem Jakobinerklub. Cloots’ Verteidigungsschrift Appel au genre humain (Zuruf an das Menschengeschlecht) blieb ohne Wirkung, seine politisch-religiöse Radikalität, sein Reichtum sowie seine Herkunft wurden ihm zum Verhängnis. Am 26. Dezember 1793 wurde er als Ausländer auch aus dem Konvent ausgeschlossen, nach seiner Festnahme am 27. Dezember 1793 war er im Pariser Gefängnis Saint-Lazare inhaftiert. Cloots wurde am 21. März 1794 zusammen mit den Hébertisten dem Revolutionstribunal übergeben, das ihn in einem viertägigen Schauprozess zum Tod verurteilte. Am 24. März 1794 (4. Germinal des Jahres II nach dem Revolutionskalender) starb er unter der Guillotine.
Eine späte Ehrung erfuhr Anacharsis Cloots durch Joseph Beuys, der ihn als Freigeist und Kosmopoliten verehrte und sich phasenweise „JosephAnacharsis Clootsbeuys“ nannte.